# Mornago
Mornago är en ort och kommun i provinsen Varese i regionen Lombardiet i Italien. Kommunen hade 5 011 invånare (2018).